# هوک، هارت
هوک (به انگلیسی: Hook) یک روستا و محله مدنی در بریتانیا است که در Hart واقع شده‌است. هوک ۷٬۷۷۰ نفر جمعیت دارد.